# FK Stroitelj Pripjat
FK Stroitel Pripyat (ruski: Футбольний Клуб Строитель Прип'ять; hrvatski: "NK Građevinac Pripjat") je bivši ukrajinski amaterski nogometni klub iz grada Pripjata, smještena u Kijevskoj oblasti. Osnovana je 1970-ih u kojem su igrali radnici iz sela Čistogalovke koji su gradili nuklearnu elektranu. 